# Fluorid berkeličitý
Fluorid berkeličitý je anorganická sloučenina s chemickým vzorcem BkF4.

## Příprava
Fluorid berkeličitý vzniká fluorací oxidu berkelitého, oxidu berkelnatého nebo fluoridu berkelitého pomocí elementárního fluoru za zvýšených teplot:
2 Bk2O3 + 8 F2 → 4 BkF4 + 3 O2
2 BkF3 + F2 → 2 BkF4
Fluorid berkeličitý lze připravit z prvků za teploty 400 °C a zvýšeném tlaku:
Bk + 2 F2 → BkF4

## Vlastnosti
Fluorid berkeličitý je radioaktivní žlutozelená iontová sloučenina. Krystalizuje v monoklinické krystalové soustavě typu fluoridu uraničitého s prostorovou grupou C2/c (Číslo 15) s parametry mřížky a = 1247 pm, b = 1058 pm, c = 817 pm a β = 125,9°. Na jednu elementární buňku připadá dvanáct molekul.
Prostřednictvím β-rozpadu vzniká z fluoridu berkeličitého (249BkF4) fluorid kaliforničitý (249CfF4).
Fluorid berkeličitý je redukován lithiem za zvýšených teplot na kovové berkelium:
BkF4 + 4Li → Bk + 4LiF